# Rolls-Royce Phantom I
Rolls-Royce Phantom (I) — британский автомобиль класса люкс, производившийся в 1925 — 1931 годах. Также известен как 40/50, по двигателю, который на него устанавливался. Для различия с предшественником с мотором с аналогичной мощностью, новая модель получила название «Фантом» (Phantom), в то время как старая стала именоваться «Серебряный Призрак» (Silver Ghost), в честь одной из машин серии. Автомобили собирались в Великобритании и в Соединённых Штатах Америки. 

## История
Консерватизм автокомпании Роллс-Ройс привёл к снижению спроса на морально устаревшие автомобили Silver Ghost. Несмотря на некоторое обновление двигателя, шасси осталось без изменений. Модель не имела серьёзных новшеств, поэтому производство было свёрнуто в 1929 году в Дерби, а в 1931 и в США. Было произведено 2269 автомобилей в Великобритании и ещё 1940 в США.
Автомобиль продавался с 2 колёсными базами — 143 и 150 дюймов. Большинство деталей и коробка передач достались от модели Silver Ghost. Кузова изготавливали компании Brewster, Merrimac, Barker, Warwick, Hooper, Mulliner и Murphy.